# Flughafen Donegal

i7
i11
i13
Der Donegal Airport (irisch Aerfort Dhún na nGall, IATA-Code: CFN, ICAO-Code: EIDL) ist ein Regionalflughafen im Nordwesten Irlands. 

## Geschichte
1986 wurde der bis dahin nur mit einer Graspiste versehene Flugplatz durch staatliche und private Investoren zu einem Regionalflughafen mit internationalen Verbindungen aufgewertet, eine weitere Ausbauetappe mit einer Pistenverlängerung wurde 1990 durchgeführt.

## Lage und Verkehrsanbindung

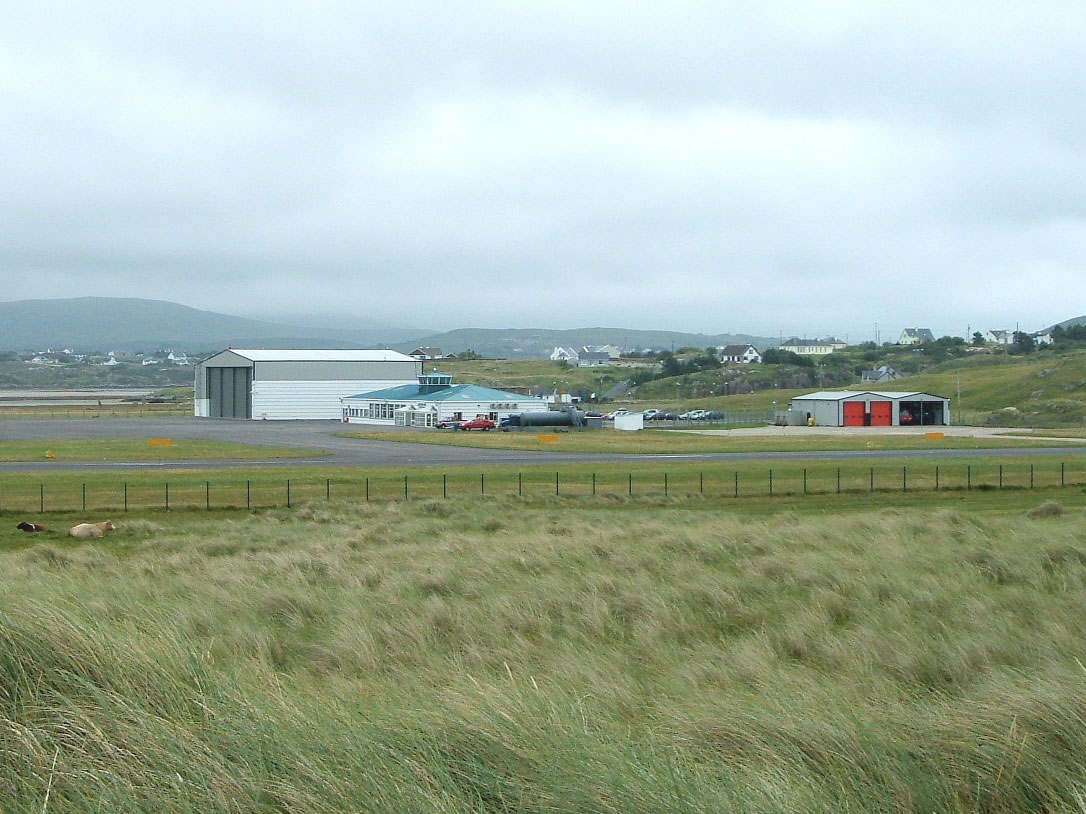
Blick vom Strand über die Piste zu den Flughafengebäuden.

Der Flughafen liegt bei Carrickfinn, County Donegal, an der Atlantikküste, in Luftlinienentfernungen 8 km südwestlich von Gweedore und 9 km nördlich von Dungloe, aber 45 km von der gleichnamigen Stadt Donegal entfernt. Er verfügt ausschließlich über eine Straßenanbindung.

## Fluggesellschaften und Ziele
Derzeit werden mehrmals täglich Flüge nach Dublin unter der Marke Aer Lingus Regional durch Emerald Airlines durchgeführt. Diese Verbindung wird als Public Service Obligation staatlich bezuschusst. Darüber hinaus bietet Loganair an drei Wochentagen Flüge nach Glasgow an.
Zunehmend wichtig wird der Flughafen auch für den Hubschrauberverkehr zu den Bohrplattformen vor der Küste.